# Vitello (krater księżycowy)
Vitello – krater na powierzchni Księżyca o średnicy 42 km, położony na 30,4° szerokości południowej i 37,5° długości zachodniej.
Decyzją Międzynarodowej Unii Astronomicznej w 1935 roku został nazwany imieniem polskiego fizyka, matematyka i filozofa Vitella (Erazma Ciołka).